# Queen's Club Championships 2015
I Queen's Club Championships 2015, noti anche come AEGON Championships per motivi di sponsorizzazione, sono stati un torneo di tennis su campi di erba, facente parte dell'ATP World Tour 500 series, nell'ambito dell'ATP World Tour 2015. È stata la 122ª edizione dell'evento, e si è giocato nell'impianto del Queen's Club a Londra, in Inghilterra, dal 15 al 21 giugno 2015.

## Singolare

### Teste di serie
| Nazionalità | Giocatore       | Ranking* | Testa di serie |
| ----------- | --------------- | -------- | -------------- |
| Regno Unito | Andy Murray     | 3        | 1              |
| Svizzera    | Stan Wawrinka   | 4        | 2              |
| Canada      | Milos Raonic    | 8        | 3              |
| Croazia     | Marin Čilić     | 9        | 4              |
| Spagna      | Rafael Nadal    | 10       | 5              |
| Bulgaria    | Grigor Dimitrov | 11       | 6              |
| Francia     | Gilles Simon    | 13       | 7              |
| Spagna      | Feliciano López | 14       | 8              |

* Le teste di serie sono basate sul ranking al 26 maggio 2015.

### Altri partecipanti
I seguenti giocatori hanno ricevuto una wild card:
- Lleyton Hewitt[2]
- Thanasi Kokkinakis[3]
- James Ward[4]

I seguenti giocatori sono passati dalle qualificazioni:

- Simone Bolelli
- Jared Donaldson
- Lu Yen-hsun
- Paul-Henri Mathieu

## Campioni

### Singolare
Andy Murray ha sconfitto in finale  Kevin Anderson per 6–3, 6–4.
- È il trentaquattresimo titolo in carriera per Murray, quarto del 2015 e qui a Londra.

### Doppio
Pierre-Hugues Herbert /  Nicolas Mahut hanno sconfitto in finale  Marcin Matkowski /  Nenad Zimonjić per 6–2, 6–2.